# 糙颖剪股颖
糙颖剪股颖（学名：Agrostis subaristata）为禾本科剪股颖属下的一个种。